# 石重信
石 重信（せき じゅうしん、918年 - 937年）は、後晋の高祖石敬瑭の次男。字は守孚。母は後唐の明宗李嗣源の三女の永寧公主。

## 生涯
幼少の頃から明敏で知恵があり、礼儀正しかった。天福2年（937年）2月、河陽節度使に任ぜられ、孟津にて善政を行い石敬瑭に褒められる。しかし同年6月、謀反を起こした范延光討伐のため派遣されてきた張従賓の寝返りにより殺された。石重信の死を聞いた者はみな惜しみ嘆いた。
死後に太尉を贈られ、天福7年（942年）に太師と沂王の位を贈られた。出帝石重貴の時期の天福8年（943年）に楚王に移封される。